# Tour de Lombardie 1993
La 87e édition du Tour de Lombardie a lieu le 9 octobre 1993. Remportée par le Suisse Pascal Richard, de l'équipe Ariostea, elle est la dixième des onze épreuves de la Coupe du monde.

## Classement final
| Pos. | Cycliste            | Équipe                    | Temps          |
| ---- | ------------------- | ------------------------- | -------------- |
| 1    | Pascal Richard      | Ariostea                  | 6 h 4 min 38 s |
| 2    | Giorgio Furlan      | Ariostea                  | m.t.           |
| 3    | Maximilian Sciandri | Motorola                  | + 7 s          |
| 4    | Claudio Chiappucci  | Carrera-Tassoni           | m.t.           |
| 5    | Charly Mottet       | Novemail-Histor           | + 1 min 3 s    |
| 6    | Jesper Skibby       | TVM-Bison                 | m.t.           |
| 7    | Piotr Ugrumov       | Mecair-Ballan             | m.t.           |
| 8    | Massimo Podenzana   | Navigare-Blue Storm       | m.t.           |
| 9    | Dimitri Konyshev    | Jolly Componibili-Club 88 | + 1 min 14 s   |
| 10   | Viatcheslav Ekimov  | Novemail-Histor           | + 1 min 19 s   |